# Partecipanti al Tour de France 1935
Qui di seguito viene riportato l'elenco dei partecipanti al Tour de France 1935.

## Corridori per squadra
Nota: R ritirato, NP non partito, FT fuori tempo massimo
| Belgio   | Belgio             | Belgio   | Francia              | Francia              | Francia              | Individuali svizzeri | Individuali svizzeri | Individuali svizzeri |
| -------- | ------------------ | -------- | -------------------- | -------------------- | -------------------- | -------------------- | -------------------- | -------------------- |
| 1        | Jean Aerts         | R 6ª     | 33                   | André Leducq         | 17º                  | 71                   | Leo Amberg           | 24º                  |
| 2        | Gustave Danneels   | R 7ª     | 34                   | Georges Speicher     | 6º                   | 72                   | Fritz Hartmann       | 26º                  |
| 3        | Edgard De Caluwé   | R 9ª     | 35                   | René Le Grevès       | 15º                  | 73                   | Alfred Bula          | R 1ª                 |
| 4        | Henri Garnier      | R 9ª     | 36                   | Antonin Magne        | R 7ª                 | 74                   | Kurt Stettler        | 40º                  |
| 5        | Louis Hardiquest   | R 15ª    | 37                   | Maurice Archambaud   | 7º                   | Cicloturisti         | Cicloturisti         | Cicloturisti         |
| 6        | Romain Maes        | 1º       | 38                   | René Vietto          | 8º                   | 101                  | Louis Thiétard       | 36º                  |
| 7        | Joseph Moerenhout  | R 7ª     | 39                   | Jules Merviel        | R 12ª                | 102                  | Oreste Bernardoni    | 35º                  |
| 8        | Félicien Vervaecke | 3º       | 40                   | René Debenne         | R 9ª                 | 103                  | Paul-René Corallini  | R 5ª                 |
| Italia   | Italia             | Italia   | Individuali belgi    | Individuali belgi    | Individuali belgi    | 104                  | Georges Lachat       | 38º                  |
| 9        | Vasco Bergamaschi  | R 15ª    | 51                   | Sylvère Maes         | 4º                   | 105                  | Aimable Denhez       | R 2ª                 |
| 10       | Giuseppe Martano   | R 2ª     | 52                   | Antoine Dignef       | 20º                  | 106                  | Arthur Debruyckere   | R 1ª                 |
| 11       | Remo Bertoni       | R 8ª     | 53                   | Jules Lowie          | 5º                   | 107                  | Honoré Granier       | 28º                  |
| 12       | Raffaele Di Paco   | R 12ª    | 54                   | François Neuville    | R 9ª                 | 108                  | Benoît Fauré         | 12º                  |
| 13       | Francesco Camusso  | R 15ª    | Individuali italiani | Individuali italiani | Individuali italiani | 109                  | Sezny Leroux         | R 5ª                 |
| 14       | Mario Cipriani     | R 2ª     | 55                   | Pietro Rimoldi       | R 15ª                | 110                  | Charles Berty        | 37º                  |
| 15       | Adriano Vignoli    | R 7ª     | 56                   | Ambrogio Morelli     | 2º                   | 111                  | Clément Bistagne     | R 12ª                |
| 16       | Luigi Giacobbe     | R 15ª    | 57                   | Eugenio Gestri       | R 6ª                 | 112                  | Maurice Kraus        | R 7ª                 |
| Spagna   | Spagna             | Spagna   | 58                   | Orlando Teani        | 27º                  | 113                  | Joseph Mauclair      | 19º                  |
| 17       | Federico Ezquerra  | R 5ª     | Individuali spagnoli | Individuali spagnoli | Individuali spagnoli | 114                  | Fernad Fayolle       | 16º                  |
| 18       | Mariano Cañardo    | R 5ª     | 59                   | Demetrio Vicente     | R 9ª                 | 115                  | Maurice Pomarede     | R 8ª                 |
| 19       | Vicente Trueba     | R 5ª     | 60                   | Francisco Cepeda     | R 8ª                 | 116                  | Dante Gianello       | 21º                  |
| 20       | Antonio Prior      | 32º      | 61                   | Vicente Bachero      | 39º                  | 117                  | Georges Hubatz       | 44º                  |
| 21       | Emiliano Álvarez   | R 12ª    | Individuali tedeschi | Individuali tedeschi | Individuali tedeschi | 118                  | Jean Philip          | R 7ª                 |
| 22       | Cipriano Elis      | R 1ª     | 63                   | Ferdi Ickes          | 45º                  | 119                  | Pierre Cogan         | 11º                  |
| 23       | Salvador Cardona   | 22º      | 64                   | Bruno Roth           | 23º                  | 120                  | Louis Halbourg       | R 7ª                 |
| 24       | Isidro Figueras    | NP 6ª    | 65                   | Erich Händel         | 34º                  | 121                  | Manuel Garcia        | 41º                  |
| Germania | Germania           | Germania | 66                   | Georg Stach          | R 21ª                | 122                  | Pierre Janvier       | R 5ª                 |
| 25       | Kurt Stöpel        | R 6ª     | Individuali francesi | Individuali francesi | Individuali francesi | 123                  | Gabriel Ruozzi       | 9º                   |
| 26       | Oskar Thierbach    | 10º      | 67                   | Jean Fontenay        | 25º                  | 124                  | René Bernard         | 14º                  |
| 27       | Willi Kutschbach   | 46º      | 68                   | Julien Moineau       | 30º                  | 125                  | Pierre Cloarec       | 18º                  |
| 28       | Georg Umbenhauer   | R 16ª    | 69                   | Roger Lapébie        | R 12ª                | 126                  | Roland Fleuret       | R 2ª                 |
| 29       | Otto Weckerling    | 42º      | 70                   | Charles Pélissier    | 13º                  | 127                  | Théodore Ladron      | 43º                  |
| 30       | Anton Hodey        | R 9ª     |                      |                      |                      | 128                  | Paul Chocque         | 31º                  |
| 31       | Emil Kijewski      | R 9ª     |                      |                      |                      | 129                  | Robert Renonce       | R 9ª                 |
| 32       | Karl Heide         | R 8ª     |                      |                      |                      | 130                  | Aldo Bertocco        | 33º                  |